# Molpadiodemas villosus
Molpadiodemas villosus is een zeekomkommer uit de familie van de Synallactidae.
De wetenschappelijke naam van de soort werd in 1886 gepubliceerd door Johan Hjalmar Théel.